# Hovsta församling
Hovsta församling var en församling i Strängnäs stift och i Örebro kommun i Örebro län (Närke). Församlingen uppgick 2002 i Axbergs församling.

## Administrativ historik
Församlingen har medeltida ursprung. 
Församlingen var tidigt ett eget pastorat därefter var församlingen annexförsamling i pastoratet Axberg och Hovsta som 1962 utökades med Kils församling och Ervalla. Församlingen uppgick 2002 i Axbergs församling.

## Kyrkor
- Hovsta kyrka